# Ceyssac
Ceyssac ist eine französische Gemeinde mit 439 Einwohnern (Stand: 1. Januar 2022) im Département Haute-Loire in der Region Auvergne-Rhône-Alpes. Sie gehört zum Arrondissement Le Puy-en-Velay und zum Kanton Le Puy-en-Velay-1.

## Geografie
Ceyssac liegt im Zentralmassiv, etwa vier Kilometer westlich von Le Puy-en-Velay. Umgeben wird Ceyssac von den Nachbargemeinden Sanssac-l’Église im Westen und Norden, Espaly-Saint-Marcel im Nordosten und Osten, Vals-près-le-Puy im Osten und Südosten, Saint-Christophe-sur-Dolaizon im Süden sowie Bains im Südwesten.

## Bevölkerungsentwicklung
| Jahr                       | 1962 | 1968 | 1975 | 1982 | 1990 | 1999 | 2010 | 2020 |
| Einwohner                  | 240  | 286  | 319  | 372  | 407  | 405  | 398  | 431  |
| Quellen: Cassini und INSEE |      |      |      |      |      |      |      |      |

## Sehenswürdigkeiten
- Kreuzerhöhungs-Kirche (Exaltation-de-la-Sainte-Croix )
- ehemalige Höhlenkirche zum Heiligen Kreuz
- Schloss aus dem 19. Jahrhundert

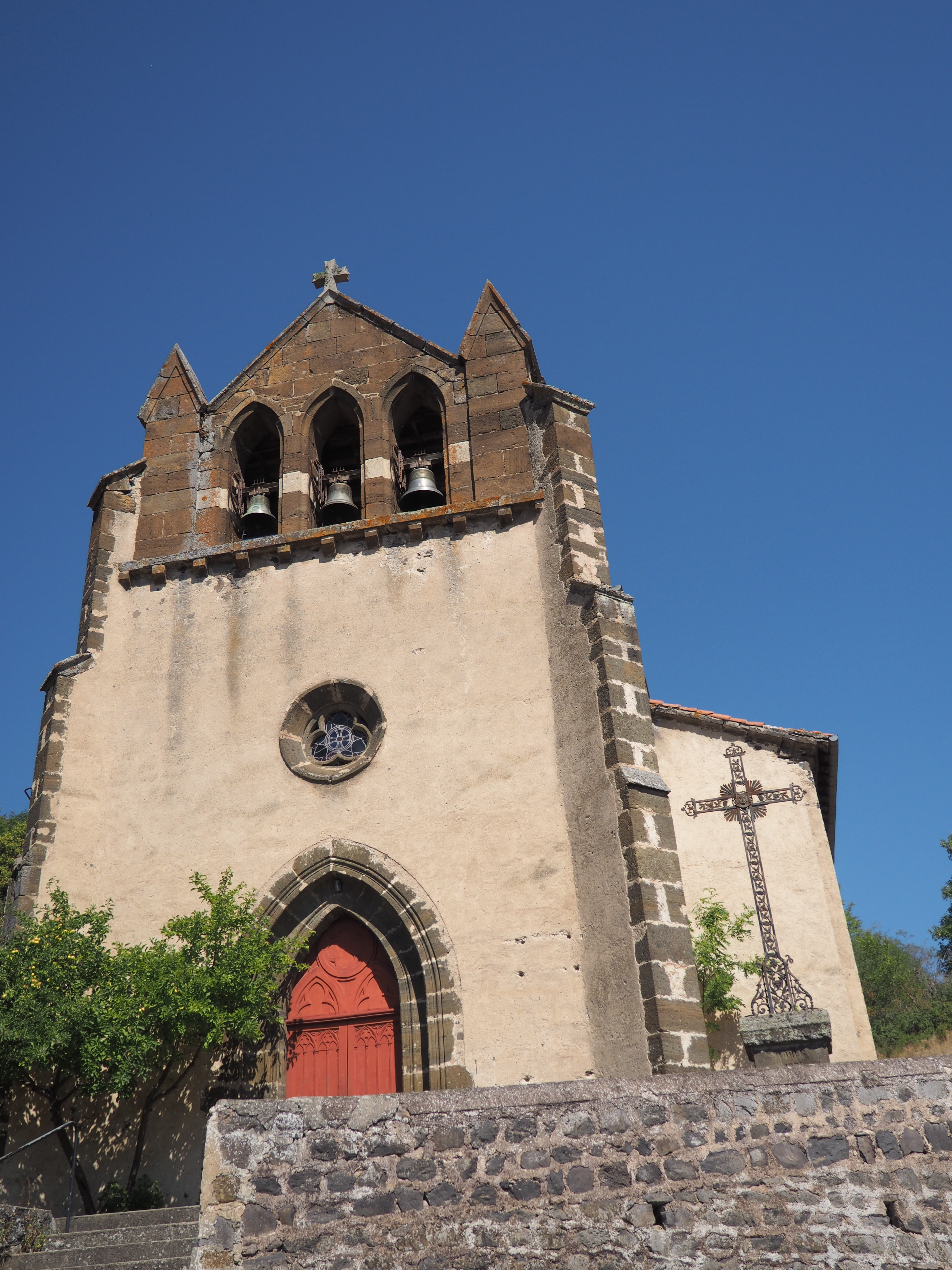
Kteuzerhöhungs-Kirche